# Fernando María de Borbón y Borbón-Dos Sicilias
El infante don Fernando María de Borbón (Aranjuez, 10 de abril de 1832 - Madrid, 20 de julio de 1854) fue un príncipe español muerto en su juventud. 

## Biografía
Nació en Madrid el mismo año que su prima hermana la futura Isabel II, hijo de los infantes Francisco de Paula y Luisa Carlota de Borbón-Dos Sicilias. Recibió los nombres de Fernando María Mariano. Fueron sus ayos: el II duque de Gor, desde agosto de 1848 hasta febrero de 1849 (siéndolo también de sus hermanas María Cristina y Amalia), y después, Dionisio de Bassecourt.
Murió en Madrid estando refugiado en la embajada de Francia con motivo de la Vicalvarada, con 22 años. La embajada de Francia estaba situada en el palacio de Benavente en la Cuesta de la Vega, 5. Su hermano mayor Francisco de Asís, era entonces rey consorte tras su matrimonio con Isabel II.
 

El día 5 de agosto de 1854 fue enterrado en el panteón de infantes del monasterio de El Escorial, en concreto se encuentra en el sepulcro 102 de la séptima cámara sepulcral bajo la inscripción 
FERDINANDUS, CAROLI IV NEPOS 
y el epitafio "Dies mei sicut umbra declinaverunt" (mis días son una sombra  que se alarga) [Sal 101, 12].

## Títulos y órdenes

### Títulos
- Su Alteza Real el Serenísimo Señor Infante don Fernando María Mariano de Borbón.[1][12][14][7]

### Órdenes
- 15 de junio de 1832: Caballero de la Orden del Toisón de Oro
- 15 de junio de 1832: Caballero gran cruz de la Orden de Carlos III.[20]
- Caballero gran cruz de la Real Orden de San Fernando y del Mérito.[21][22] (Reino de las Dos Sicilias)